# Frank Amyot
Francis Amyot –conocido como Frank Amyot– (Thornhill, 14 de septiembre de 1904-Ottawa, 21 de noviembre de 1962) fue un deportista canadiense que compitió en piragüismo en la modalidad de aguas tranquilas.
Participó en los Juegos Olímpicos de Berlín 1936, obteniendo una medalla de oro en la prueba de C1 1000 m.

## Palmarés internacional
| Juegos Olímpicos | Juegos Olímpicos   | Juegos Olímpicos | Juegos Olímpicos |
| Año              | Lugar              | Medalla          | Evento           |
| ---------------- | ------------------ | ---------------- | ---------------- |
| 1936             | Berlín ( Alemania) | Medalla de oro   | C1 1000 m        |